# Shreepur (Sarlahi)
Shreepur – gaun wikas samiti w środkowej części Nepalu  w strefie Dźanakpur w dystrykcie Sarlahi. Według nepalskiego spisu powszechnego z 2001 roku liczył on 588 gospodarstw domowych i 3862 mieszkańców (1873 kobiet i 1989 mężczyzn).